# Edward Sels
Edward Sels (ur. 27 sierpnia 1941) – belgijski kolarz szosowy, dwukrotny mistrz Belgii w kolarstwie szosowym.
Swoją karierę rozpoczął w 1963 r. Pierwszy tytuł mistrza Belgii uzyskał w 1961 roku (Mistrzostwa Wojskowych), drugi w 1964 roku. Do jego największych sukcesów zalicza się m.in. wygranie 10 etapów na tzw. „Wielkich Tourach” (siedem razy na Tour de France, dwukrotnie na Vuelta a España oraz raz na Giro d’Italia) oraz przywdzianie żółtej koszulki lidera Tour de France w 1964 roku.
Swoją karierę zakończył w 1972 roku w wieku 31 lat. Do tego czasu uzyskał 35 zwycięstw etapowych we wszystkich wyścigach w których brał udział.

## Sukcesy
- Mistrz Belgii w kolarstwie szosowym 1964
- 4 zwycięstwa etapowe na Tour de France 1964
- Noszenie żółtej koszuli lidera Tour de France przez dwa dni
- wygranie jednego etapu na Vuelta Espana 1964
- wygranie jednego etapu na Tour de France 1965
- wygranie dwóch etapów na Tour de France 1966
- wygranie jednego etapu na Vuelta Espana 1969